# Kunstraum Düsseldorf
Der Kunstraum Düsseldorf war ein öffentlicher Raum in der Himmelgeister Straße 107 E  im Salzmannbau in Düsseldorf. Er diente bis Januar 2019 unter diesem Namen als Ausstellungsraum für zeitgenössische Kunst und als Veranstaltungsraum. Betrieben wurde er vom Kulturamt der Landeshauptstadt Düsseldorf und hatte Funktionen einer Städtischen Galerie.  Unter dem Namen Neuer Kunstraum wird er unter der künstlerischen Leitung von Christian Schreckenberger, Detlef Klepsch, Katharina Maderthaner und Anne Schülke weitergeführt.
Der Kunstraum Düsseldorf wurde 1995 gegründet und bot etwa 350 m² Ausstellungsfläche. Zum Programm gehörten lokale und regionale, seltener auch internationale Ausstellungen sowie die jährlich stattfindende Ausstellung der Förderpreisträger Bildende Kunst der Stadt Düsseldorf. Die Förderung der lokalen Kunstszene als Schwerpunktprogramm fand beispielsweise in Verbindung mit der Kunstakademie Düsseldorf und der Kunsthochschule für Medien Köln statt. Die Leitung hatte Ulla Lux vom Kulturamt Düsseldorf inne.
Regelmäßige Konzerte zeitgenössischer ernster Musik, kuratiert von dem Komponisten Antoine Beuger, fanden ebenfalls im Kunstraum Düsseldorf statt, meist unabhängig von den Ausstellungen bzw. in ausstellungsfreien Zeiten.